# Haplogroupe H (Y-ADN)
Pour les articles homonymes, voir Haplogroupe H.

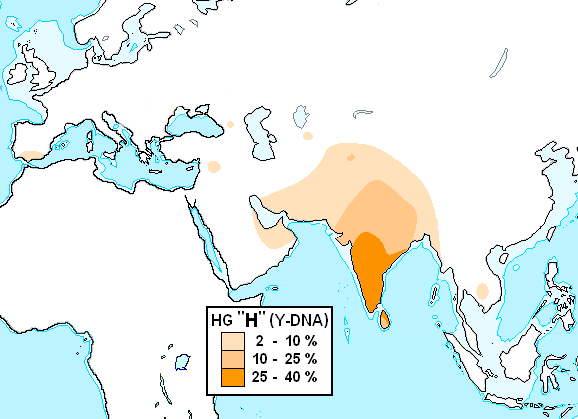
Localisation de l'haplogroupe H

En génétique humaine, l’haplogroupe H (M52) est un haplogroupe du chromosome Y. Cet haplogroupe est fréquent en Inde, avec un gradient nord-sud. Sa branche H2 se rencontrait au Néolithique en Europe, d'où elle a ensuite presque disparu.

## Origine et distribution
L'haplogroupe H est issu du macro-haplogroupe F et est apparu il y a environ 48 000 ans, probablement en Asie du Sud car c'est là que sa fréquence est aujourd'hui la plus élevée. Ce pourrait toutefois être en Iran ou ailleurs au Moyen-Orient. Ses trois branches, H1-M69, H2-P96 et H3-Z5857, sont apparues rapidement entre 45 000 et 44 000 ans avant le présent (AP).
Ce serait le principal haplogroupe des premiers habitants de l'Inde puisqu'on le trouve à plus de 30 % chez les individus des castes les plus basses et chez les Dravidiens. On le trouve aussi chez les Roms et chez les Khmers.
Sa présence dans les hautes castes est moins fréquente (environ 10 %), sachant que leurs membres sont plus souvent issus des Indo-Aryens. De la même façon, cet haplogroupe est rare dans les populations pakistanaises, comparé aux fréquences observées en Inde.

## Branche H1
La branche H1 est l'un des principaux haplogroupes de l'Inde.
Une étude publiée en 2007 sur la population pakistanaise a montré que la fréquence de l'haplogroupe H1-M52 était seulement de 2,5 % sur un groupe représentatif de la population pakistanaise générale (16 sur 638 individus), et que cette fréquence était du même ordre de grandeur que celle observée sur les Pachtounes (4,2 % soit 4 individus sur 96)) et les Bourouchos (4,1 % soit 4 individus sur 97). Étonnamment, les Kalash présentent une fréquence beaucoup plus importante (20,5 %, soit 9 individus sur 44).
En Europe, H1 est associé à l'arrivée des populations roms vers le XIIe siècle. La fréquence de l'haplogroupe H est extrêmement faible chez les non-Roms (1 % en Bulgarie et 0,6 % en Slovaquie). Il atteint 5,3 % de la population hongroise non rom, dont une partie pourrait en fait être d'origine rom.

## Branche H2
La branche H2 se serait formée plus à l'ouest, peut-être au Proche-Orient. Le dernier ancêtre commun de la branche H2 est estimé dater d'environ 24 100 ans, et les sous-branches H2d et H2m d'environ 15 400 ans.
Le plus ancien échantillon connu de H2 a été trouvé au Levant et date d'il y a environ 10 000 ans. À partir de l'analyse d'échantillons anciens, on constate que H2 a eu une part significative dans la diffusion de l'agriculture depuis l'Anatolie vers l'Europe, où H2 se trouve couramment associé à l'haplogroupe G2a. H2 a été trouvé en Anatolie néolithique, ainsi que dans plusieurs cultures néolithiques d'Europe, telles que la culture de Vinča en Serbie, et jusqu'en Europe occidentale.
En Europe, H2 était présent au Néolithique selon une fréquence allant de 1,5 à 9 % selon les sites archéologiques. Ce pourcentage a nettement diminué par la suite, la fréquence de H2 étant tombée à moins de 0,2 % aujourd'hui.
Une étude de paléogénétique publiée en 2021 confirme que l'expansion néolithique vers l'Europe a emprunté deux voies différentes : l'haplogroupe H2d est caractéristique de populations conduisant l'expansion néolithique par la route du Danube, alors que tous les échantillons d'haplogroupe H2m se trouvent sur la route méditerranéenne, jusque dans la péninsule Ibérique et au delà en Irlande.

## Fréquences d'observation en Asie
Classement par ordre décroissant :
- Roms en Europe : plus de 44 % des individus étudiés appartiennent à l'haplogroupe indien H-M52 (y compris H-M82), allant de 64 % dans les Balkans à 21 % en Espagne[2]
- Inde (castes les plus basses, Dravidiens) : environ 30 %
- Kalash (Pakistan) : 20,5 % (9/44)
- Cambodge (Khmers) : 16,5 %
- Tadjikistan (Tadjiks de Douchanbé) : 12,5 % (2/16)
- Inde (hautes castes) : environ 10 %
- Turkménistan (Kurdes) : 6 % (1/17)
- Pakistan (Pachtounes) : 4,2 % (4/96)
- Pakistan (Bourouchos) : 4,1 % (4/97)
- Iran (Samarcande) : 4 % (2/53)
- Ouzbékistan (Samarcande) : 4 % (2/45)
- Ouzbékistan (province de Khorezm) : 3 % (2/70)
- Pakistan (toutes ethnies confondues) : 2,5 % (16/638)
- Kazakhstan (Ouïghours) : 2 % (1/41)
- Ouzbékistan (Boukhara) : 2 % (1/56)
- Ouzbékistan (vallée de Ferghana) : 2 % (1/63)